# Grand port maritime
En France, un grand port maritime est un établissement public de l'État chargé de la gestion d'un port maritime. Ce type de statut, créé en 2008, remplace, pour les principaux ports maritimes, celui de port autonome.

## Adoption du nouveau statut

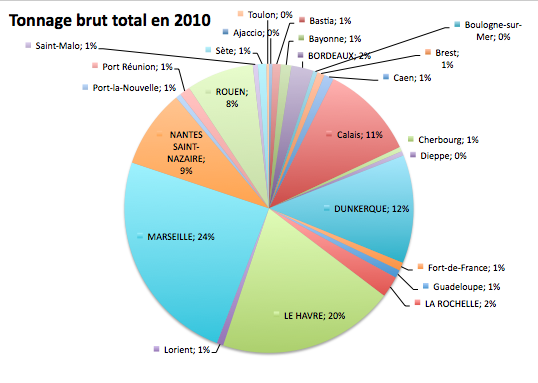
Tonnage brut total des ports français en 2010

En 2008, le gouvernement de François Fillon a annoncé la transformation des ports autonomes métropolitains en grands ports maritimes. Ce nouveau statut induit la privatisation et l'ouverture à la concurrence des équipements de manutention alors gérés par les ports autonomes. Cette privatisation a été mal perçue par les syndicats et a entraîné des grèves au printemps 2008.
Le projet de loi a été présenté en Conseil des ministres le 23 avril 2008, puis adopté en première lecture par le Sénat, après déclaration d’urgence, le 21 mai 2008. Adopté à son tour par l'Assemblée nationale le 24 juin, il est devenu la loi no 2008-660 du 4 juillet 2008. La loi a été complétée par les décrets d'application no 2008-1032 du 9 octobre 2008. Faisant initialement partie du code des ports maritimes, les codes des dispositions relatives aux grands ports maritimes ont été alignées au code des transports. La loi vise avant le 1er novembre 2008 un accord entre les partenaires sociaux sur les modalités de transfert. Intervenu le 30 octobre 2008, l'accord-cadre a été validé par le décret no 2008-1240 du 28 novembre 2008.
Les grands ports maritimes qui restent des établissements publics (France), dans les limites de leur circonscription, veillent « à l'intégration des enjeux de développement durable dans le respect des règles de concurrence (...) ».
Les ports autonomes étaient affectataires des terrains qu'ils occupaient ; l'article L. 5312-16 du code des transports et l'article 15 de la loi proposent un transfert en pleine propriété du domaine portuaire de l'État aux grands ports maritimes (hors domaine public naturel maritime et fluvial). La propriété des grues et portiques sera pour sa part transférée à des entreprises privées.
La loi prévoit aussi que grutiers et conducteurs de portiques, antérieurement salariés des ports autonomes, soient employés par les entreprises privées. Les contrats de travail seront transférés aux opérateurs privés.
La loi vise avant le 1er novembre 2008 un accord entre les partenaires sociaux sur les modalités de transfert. Intervenu le 30 octobre 2008, l'accord-cadre a été validé par le décret no 2008-1240 du 28 novembre 2008.
Un conseil de surveillance (incluant des représentants des collectivités territoriales) est prévu, ainsi qu'un directoire, qui remplaceront le conseil d’administration.
L’État a annoncé vouloir investir  367 millions d’euros de 2009 à 2013 pour les ports et augmenter sa contribution à l’entretien des accès maritimes (pour 75 millions d’euros de 2009 à 2014). Un conseil de coordination inter-portuaire est prévu pour coordonner l'action des ports. Un commandement unique est prévu sur les quais.

## Organisation
Chaque grand port maritime est géré par un directoire sous le contrôle d'un conseil de surveillance, pour dissocier les missions de contrôle et de gestion
Le conseil de surveillance comprend des représentants de l'État, des collectivités territoriales, de la chambre de commerce et d'industrie et du personnel, ainsi que des personnalités qualifiées.
Le président du directoire est nommé par décret sur avis conforme du conseil de surveillance, qui nomme directement les autres membres du directoire.
Chaque grand port maritime comprend également un conseil de développement où sont représentées les entreprises implantées sur le port, les collectivités territoriales, le personnel et au moins un représentant des associations de protection de l'environnement.
Outre le rôle du conseil de surveillance, le grand port maritime est placé sous le contrôle : 
- d'un commissaire aux comptes ;
- d'un commissaire du gouvernement ;
- du Contrôle de l'exécution des lois de finances de l'État ;
- de la Cour des comptes.

## Liste et classement des grands ports maritimes
Les sept grands ports maritimes de métropole ont vu transiter un tonnage en Mt :
| Grand port maritime                         | 2010                                                                                  | 2011                                                                                  | 2012                                                                                  | 2013                                                                                  | 2014                                                                                  | 2015                                                                                  | 2016                                                                                  | 2019                                                                                  | 2020               | 2021               | 2022               | 2023               | Décret de classification |
| ------------------------------------------- | ------------------------------------------------------------------------------------- | ------------------------------------------------------------------------------------- | ------------------------------------------------------------------------------------- | ------------------------------------------------------------------------------------- | ------------------------------------------------------------------------------------- | ------------------------------------------------------------------------------------- | ------------------------------------------------------------------------------------- | ------------------------------------------------------------------------------------- | ------------------ | ------------------ | ------------------ | ------------------ | ------------------------ |
| HaRoPa Port                                 | N'existait pas, résultant de la fusion administrative des ports de Paris à la Manche. | N'existait pas, résultant de la fusion administrative des ports de Paris à la Manche. | N'existait pas, résultant de la fusion administrative des ports de Paris à la Manche. | N'existait pas, résultant de la fusion administrative des ports de Paris à la Manche. | N'existait pas, résultant de la fusion administrative des ports de Paris à la Manche. | N'existait pas, résultant de la fusion administrative des ports de Paris à la Manche. | N'existait pas, résultant de la fusion administrative des ports de Paris à la Manche. | N'existait pas, résultant de la fusion administrative des ports de Paris à la Manche. | 75                 | 83,6               | 85,2               | 81,3               | 1er juin 2021            |
| Grand port maritime de Marseille            | 86,0                                                                                  | 88,0                                                                                  | 85,6                                                                                  | 80                                                                                    | 78,5                                                                                  | 81,7                                                                                  | 81                                                                                    | 79                                                                                    | 69                 | 75                 | 77                 | 72                 | 9 octobre 2008           |
| Grand port maritime du Havre                | 70,2                                                                                  | 68,6                                                                                  | 64,3                                                                                  | 68                                                                                    | 68                                                                                    | 68,3                                                                                  | 66,4                                                                                  |                                                                                       | Devenu Haropa Port | Devenu Haropa Port | Devenu Haropa Port | Devenu Haropa Port | 9 octobre 2008           |
| Grand port maritime de Dunkerque            | 43,0                                                                                  | 47,3                                                                                  | 47,6                                                                                  | 43,6                                                                                  |                                                                                       | 46,6                                                                                  |                                                                                       |                                                                                       |                    |                    |                    |                    | 9 octobre 2008           |
| Grand port maritime de Nantes-Saint-Nazaire | 31,1                                                                                  | 30,7                                                                                  | 29,9                                                                                  | 27,7                                                                                  | 26,4                                                                                  | 25,3                                                                                  | 25,4                                                                                  |                                                                                       |                    |                    |                    |                    | 9 octobre 2008           |
| Grand port maritime de Rouen                | 26,7                                                                                  | 25,4                                                                                  | 21,1                                                                                  | 22,4                                                                                  |                                                                                       | 22,5                                                                                  |                                                                                       |                                                                                       | Devenu Haropa Port | Devenu Haropa Port | Devenu Haropa Port | Devenu Haropa Port | 6 novembre 2008          |
| Grand port maritime de La Rochelle          | 8,4                                                                                   | 8,4                                                                                   |                                                                                       | 9,7                                                                                   | 9,4                                                                                   | 9,8                                                                                   |                                                                                       |                                                                                       |                    |                    |                    |                    | 6 novembre 2008          |
| Grand port maritime de Bordeaux             | 8,7                                                                                   | 8,5                                                                                   | 8,2                                                                                   | 9,1                                                                                   |                                                                                       | 8,4                                                                                   |                                                                                       |                                                                                       |                    |                    |                    |                    | 9 octobre 2008           |
| Ensemble des ports français                 | 358,9                                                                                 |                                                                                       |                                                                                       |                                                                                       |                                                                                       |                                                                                       |                                                                                       |                                                                                       |                    |                    |                    |                    |                          |

Auxquels s'ajoutent les ports français d'Outre-Mer à partir du 1er janvier 2013 :
- Grand port maritime de la Guadeloupe : Guadeloupe Port Caraïbes[19]
- Grand port maritime de la Guyane
- Grand port maritime de la Martinique
- Grand port maritime de La Réunion